# Melbourne
Melbourne je hlavní město australského státu Victoria, nejlidnatější a po Sydney druhé nejrozlehlejší město v zemi. Počet obyvatel dosahuje 5,1 miliónu. V letech 1901 až 1927 bylo hlavním městem Austrálie. Je důležitým ekonomickým a průmyslovým centrem.
Město leží na jihu Austrálie i Victorie, na březích řeky Yarra. Jižní Melbourne je omýván zátokou Port Phillip. Centrum zaujímá City of Melbourne. Na 36 km² zde žije 46 000 obyvatel.
Na přelomu ledna a února se v Melbourne Parku každoročně hraje první tenisový grandslam sezóny Australian Open. Vždy v březnu se v Melbourne jezdí závod seriálu Formule 1 Grand Prix Austrálie. Mezi místními je velmi populární i dostihový závod Melbourne Cup, konaný obvykle v listopadu. V roce 1956 se zde konaly letní olympijské hry, šlo o první olympijské hry na jižní polokouli. V Melbourne sídlí řada kulturních, sportovních i dopravních institucí celonárodního významu, jako je například stadion Melbourne Cricket Ground, Národní galerie Victoria, Letiště Melbourne, druhé nejvytíženější letiště v zemi, nebo místní nákladní přístav, největší v Austrálii. Melbourne je často nazýván „Australské zahradní město“ z důvodu četných zahrad a parků. Zdejší Královská výstavní budova a zahrady Carlton jsou součástí světového kulturního dědictví UNESCO. V žebříčku týdeníku The Economist, hledajícím každoročně města nejlepší pro život, získala Melbourne první místo v letech 2011 až 2017. Melbourne je proslulé svou tramvajovou sítí, která je největší na světě.

## Historie
Archeologové dokládají lidské osídlení již před více než 30 tisíci lety. Obec
byla založena roku 1835 synem trestance ze Sydney Johnem Batmanem. Zpočátku obec nesla jméno Batmania, podle svého zakladatele. Ale brzy byla přejmenována na Melbourne, na počest britského předsedy vlády Williama Lamba, 2. vikomta Melbourne. V roce 1847 obec získala statut města. V roce 1851 bylo Melbourne vyhlášeno hlavní městem státu Victoria. V tom samém roce bylo ve Victorii objeveno zlato a vypukla zlatá horečka. Melbourne jako přístav, do něhož zlatokopové přijížděli z celého světa a jezdili prodávat své zlato, na tom velmi vydělalo. V roce 1863 již bylo největším a nejbohatším městem v Austrálii.
V 80. letech 19. století bylo město elektrifikováno, díky čemuž vzniklo nejen pouliční osvětlení, ale i tramvajová dráha. V 90. letech město postihla, jako celou australskou ekonomiku, hospodářská krize. Po vyhlášení Australského svazu roku 1901 se Melbourne stalo hlavním městem, navzdory velkému odporu konkurenční Sydney. Nakonec vláda raději postavila zcela nové hlavní město, Canberru, která je hlavním městem od roku 1927.

## Známí rodáci
- John Carew Eccles (1903–1997), filozof, neurovědec, laureát Nobelovy ceny za lékařství a fyziologii
- Malcolm Fraser (1930–2015), politik, vůdce Liberální strany Austrálie a ministerský předseda Austrálie v letech 1975–1983
- Rupert Murdoch (* 1931), mediální magnát a miliardář
- Germaine Greerová (* 1939), spisovatelka a novinářka, feministka
- Helen Reddy (1941–2020), zpěvačka a hudební skladatelka
- Alan Jones (* 1946), bývalý pilot Formule 1, mistr světa z roku 1980
- Peter Singer (* 1946), filosof a aktivista
- Paul McNamee (* 1954), bývalý profesionální tenista a světová jednička ve čtyřhře
- Phil Rudd (* 1954), bubeník, člen hard rockové kapely AC/DC
- Debbie Flintoff-King (* 1960), bývalá atletka, olympijská vítězka na čtvrtce s překážkami z LOH 1988
- Flea (* 1962), baskytarista v kapele Red Hot Chili Peppers.
- Pat Cash (* 1965), bývalý profesionální tenista
- Tina Arena (* 1967), zpěvačka, skladatelka a muzikálová herečka
- Eric Bana (* 1968), herec
- Kylie Minogue (* 1968), zpěvačka a hudební skladatelka
- Rachel Griffiths (* 1968), herečka
- Cate Blanchettová (* 1969), herečka a producentka, dvojnásobná držitelka Oscara
- Ben Mendelsohn (* 1969), herec
- Mark Viduka (* 1975), bývalý fotbalový útočník a reprezentant
- Mark Philippoussis (* 1976), bývalý profesionální tenista
- Anna Torv (* 1979), herečka
- Jesse Spencer (* 1979), herec a muzikant
- Nick Vujicic (* 1982), motivační řečník a křesťanský kazatel
- Chris Hemsworth (* 1983), filmový a televizní herec
- Ruby Rose (* 1986), modelka a herečka
- Vance Joy (* 1987), zpěvák a skladatel
- Bella Heathcote (* 1987), herečka
- Emily Browningová (* 1988), herečka, zpěvačka a modelka
- Liam Hemsworth (* 1990), filmový a televizní herec
- Kyrie Irving (* 1992), profesionální basketbalista hrající v NBA
- Marny Kennedy (* 1994), herečka, zpěvačka a modelka
- Laura Robsonová (* 1994), profesionální tenistka

## Partnerská města
- Ósaka, Japonsko, 1978
- Tchien-ťin, Čína, 1980
- Soluň, Řecko, 1984
- Boston, Massachusetts, USA, 1985
- Petrohrad, Rusko, 1989
- Milán, Itálie, 2004